# روباه پامپا
روباه پامپا (نام علمی: Lycalopex gymnocercus) نام یک گونه از سرده روباه‌های آمریکای جنوبی است.